# Kamimuria uenoi
Kamimuria uenoi is een steenvlieg uit de familie borstelsteenvliegen (Perlidae). De wetenschappelijke naam van de soort is voor het eerst geldig gepubliceerd in 1947 door Kohno.